# Raúl Figueiredo
Pour les articles homonymes, voir Figueiredo.
Raúl Figueiredo, de son nom complet Raúl António Leandro de Figueiredo, est un footballeur portugais né le 10 mars 1927 à Olhão. Il évoluait au poste de milieu.

## Biographie

### En club
Formé au CF Belenenses, il évolue pendant toute sa carrière dans le club lisboète,.
Il dispute 170 matchs pour un but marqué en première division portugaise,.

### En équipe nationale
International portugais, il reçoit trois sélections pour aucun but marqué en équipe du Portugal l'année 1959.
Le 3 juin, il joue contre l'Écosse (victoire 1-0 à Lisbonne).
Ses deux derniers matchs ont lieu dans le cadre des qualifications pour l'Euro 1960,. Il dispute une double confrontation en juin contre l'Allemagne de l'Est (victoire 2-0 à Berlin-Est et victoire 3-2 à Porto).